# カイラ・コール
カイラ・コール（Kyla Cole 、本名 Martina Jacová 1978年11月10日 - ）は、スロバキアのグラマーモデル。

## 経歴
カイラ・コールはチェコスロバキア（現在のスロバキア）のプレソフで生まれた。1999年にモデルを始め、2000年3月にはペントハウスペットに選ばれ、世界中の人気成人雑誌の表紙にしばしば登場した。彼女はエロチック映画の監督、アンドリュー・ブレイクのいくつかの作品で主演した。また、2003年8月から2004年4月まで、スロバキアで最も成功した民間テレビ局、Markízaのウィークリーショー「Láskanie」のホストも務めた。コールは現在、スロバキアのŠarišské Michaľanyの孤児院のため福祉活動をしている。また、ファンと交流するための自身のウェブサイトを所有し、管理している。2006年3月にマネージャーでもあるボーイフレンドと別れて以来、コールは彼女のサイトを更新していない。彼女は、自分が両性愛者である事を公にしている。
ヌードモデルとしては、彼女は印象的な青い瞳や輝くばかりの微笑だけでなく、流行のブラジリアンワックス脱毛に反対している事で有名である。彼女は、現代風にファッショナブルであるより、整えてはいるが豊かである陰毛のスタイルを選んだ。
- 1999年：グラマーモデルの仕事を始める。
- 2000年3月：スロバキア人初のペントハウス・ペットとなる。
- 2000年：米・PLAYBOY誌の『オリンピック』写真パート。
- 2000 – 2007年：世界中の有名なエロチック雑誌の無数の記事と多くの表紙を飾る。
- 2002年9月：CZ PLAYBOY誌の記事。
- 1999年：ミス・モンティセロ・レースウェイ（アメリカ・ニューヨーク）
- 2000年：ウェスト・パームビーチのミス・ハワイアン・トロピカル（アメリカ・フロリダ）
- 2001年：ミス・ウェット・シャツ（ラジオ・キッス・モラヴァ）

## 参考
- ペントハウス・ペット